# Pralik Gospe Velikoga Zavjeta
Pralik Gospe Velikoga Zavjeta najstariji je lik Gospe u hrvatskoj umjetnosti. Potječe iz druge polovice 11. stoljeća. Pronađen je u crkvi sv. Marije u Biskupiji kod Knina. 
Nalazio se u crkvi sv. Marije, koja je jedno vrijeme bila stolna crkva kninskog biskupa. Gradnja crkve započela je u 9. stoljeću. Radove je dovršio hrvatski kralj Dmitar Zvonimir do 1078. Fra Lujo Marun pronašao je dio kamene trojne pregrade s Pralikom Gospe od Velikoga Zavjeta, 14. svibnja 1892. godine.
Na ravnoj plohi nalazi se Pralik Gospe, koja drži ruke na prsima s okrenutim dlanovima prema van. Oko glave je aureola. Preko ramena prebačen je plašt. Urezan je križ iznad glave i iznad čela. Pralik Gospe nalazi se unutar trokutastog zabata, koji se sastoji od nekoliko kamenih ulomaka. Na rubu zabata su stilizirane kuke, a ispod njih stilizirane palmete. Ispod Pralika Gospe je luk na kojem je latinski natpis: “SALV(e)   (re)G(ina) S(alve) V(i)RGO” (hrv. Zdravo Kraljice, zdravo Djevice). 
U sklopu proslave 13. stoljeća kršćanstva u Hrvata 1976. godine izrađena je replika Pralika Gospe Velikoga Zavjeta u srebru i zlatu. 